# عبد العزيز هلال
عبد العزيز هلال هو روائي سوري، ولد بمدينة دير الزور، سوريا.

## حياته
ولد الأديب القاص والكاتب التلفزيوني السوري عبد العزيز هلال في دير الزور العام 1933، وتلقى تعلييمه الابتدائي بدير الزور، ودرس في إعدادية الصناعة عاماً واحداً، ثم هجر التعليم، وأدى الخدمة الإلزامية في الإدارة السياسية محرراً في مجلة الجندي، حصل بعدها على الإعدادية والثانوية العامة، الفرع الأدبي، والإجازة في الحقوق من جامعة دمشق العام 1965.
عمل موظفاً في مديرية صحة دير الزور، ثم انتقل إلى دمشق ليعمل في مجال الصحافة والتلفاز.

## مسيرته الأدبية
بدأ عبد العزيز هلال بكتابة القصة القصيرة في نهاية الأربعينيات، ونشرت أعماله كبريات الصحف والمجلات الأدبية المحلية والعربية.
كتب الدراما للتلفزيون منذ الستينيات، وكان رائداً، فكتاباته ارتبطت بفترة النضج والتأسيس الحقيقي في الدراما التلفزيونية السورية في السبعينيات، ونصوص مسلسلاته مشهورة، منها سيناريو مسلسل أسعد الوراق، وأجزاء سيرة بني هلال، وكان نجم الكتابة التلفزيونية في سورية وفي العديد من الأقطار العربية، حيث أنتجت نصوصه في عدد من الأقطار العربية، مثل سلسلة سيرة بني هلال، وهي الأميرة الخضراء، الأميرة الشماء، الزيناتي خليفة، وجابر وجبير، التي أخرجها الفنان علاء الدين كوكش، وأنتجت في تلفزيون دبي في منتصف السبعينيات، ومسلسله الشهير دليلة والزيبق الذي أخرجه شكيب غنام وأنتج في الأردن العام 1974.
في 1975 كتب مسلسل أسعد الوراق، وفي 1978 كتب مسلسل الاختيار المقتبس من رواية الجريمة والعقاب رواية الكاتب الروسي فيودور دوستويفسكي.
كتب مسلسل المجنون طليقا الذي أنتجه التلفزيون العربي السوري العام 1986، كما كتب مسلسل الأجنحة الذي حقق نجاحاً متميزاً، ومسلسل الهجرة إلى الوطن الذي قرر إثره ان يتوقف عن الكتابة معبراً عن عدم
رضاه بما فعله المخرج بنصه.
أخرج له المخرج مأمون البني 1996 مسلسله الأخير المهر الدامي.
صدر له في العام 1970 مجموعته القصصية الأولى امرأتان في الزحام، وفي العام 1971 صدرت له مجموعته الثانية الرجل الأثري، وفي العام 1974 صدرت روايته من يحب الفقر.
كتب مسرحية وحيدة بعنوان القطار نشرت في العام 1976، وكان آخر ما أنجزه في حياته مسلسلاً تلفزيونياً بعنوان البصير، لكن الرقابة التلفزيونية رفضت النص، وعندما علم وزير الإعلام بالحادثة بعد وفاته أصدر أمراً باقتناء النص، ودفع ثمنه لأسرته تكريماً وتقديراً له.

## وفاته
توفي عبد العزيز هلال في 24 كانون الثاني 1997 في دمشق، ودفن فيها.

## وصلات خارجية
- من أعلام الفرات الأديب عبد العزيز هلال صفحة في موقع صجيفة الفرات.